# Sandur
Pour les articles homonymes, voir Sandur (homonymie).
Ne doit pas être confondu avec Moraine de fond.

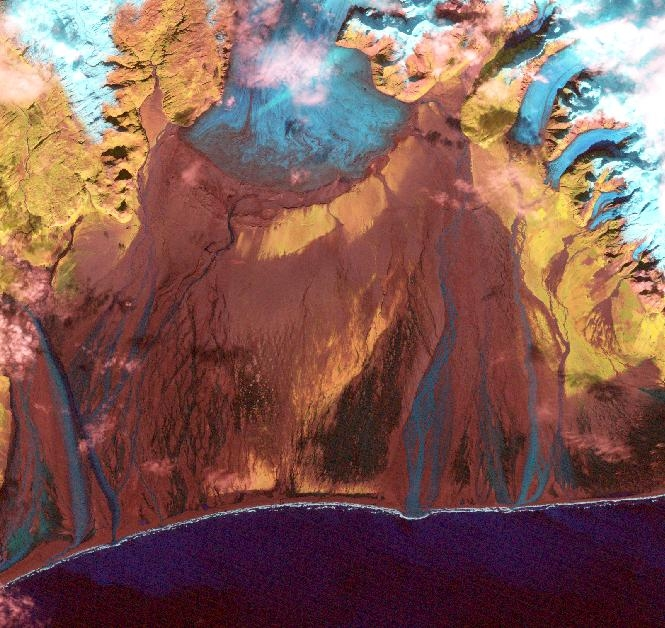
Image satellite du Skeiðarársandur en Islande.

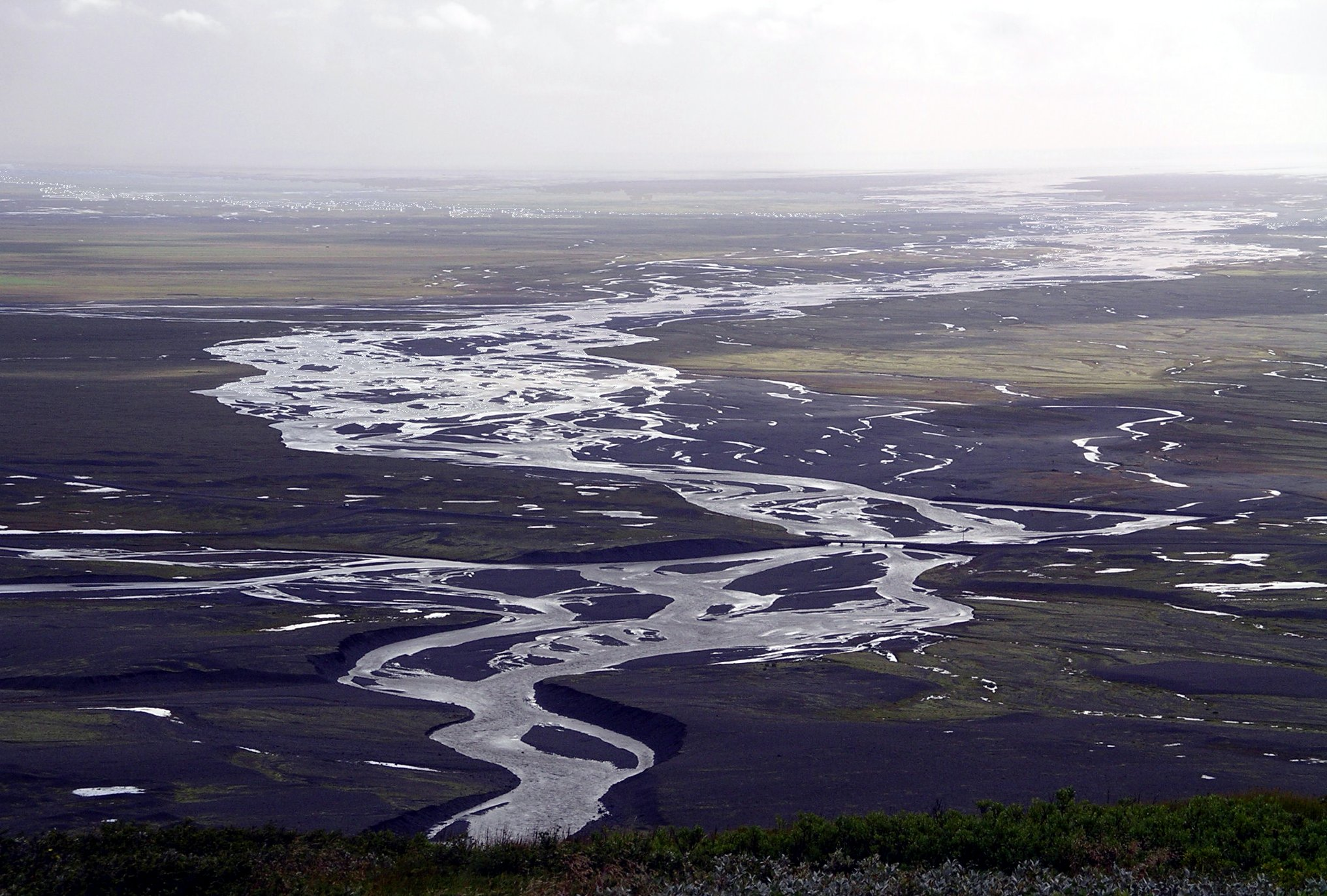
Une partie du Skeiðarársandur vue depuis le parc national de Skaftafell.

Un sandur, au pluriel sandar, est en géologie une plaine d'épandage formée par les alluvions glaciaires (sables, graviers) charriées et déposées par la fonte de calottes glaciaires. Les sandar sont entre-croisés par la divagation des torrents anastomosés et, à la différence des plaines d'épandage en haute montagne, sont généralement plus larges que longs.
Le sandur, littéralement « sable » en islandais, tire son nom du Skeiðarársandur, une vaste plaine de piémont le long de la côte sud-est de l'Islande, entre la calotte glaciaire du Vatnajökull et l'océan Atlantique.

## Formation
On trouve des sandar dans les régions périglaciaires (près des glaciers) comme au Svalbard, dans les îles Kerguelen, en Islande ou en Alaska. Les glaciers et les calottes glaciaires, lors de leur déplacement, piègent une grande quantité de limons et de matériaux fins en érodant les roches sous-jacentes. Sur le front du glacier, l'eau de fonte peut alors entraîner ces matériaux loin du glacier et les déposer sous la forme d'une vaste plaine. Le tracé d'écoulement des torrents glaciaires à travers le sandur est typiquement diffus et divaguant, créant des cours d'eau anastomosés. Lorsque le front du glacier se retire de la moraine frontale, les lits torrentiels se stabilisent. 
Les sandar sont le plus couramment rencontrés en Islande où l'activité géothermique sous l'épaisseur de la glace amplifie l'action de l'eau de fonte sur l'entraînement des sédiments. Outre cette action géothermique régulière, les éruptions volcaniques se déroulant sous les glaciers provoquent plusieurs fois par siècle des inondations glaciaires appelées jökulhlaups et qui mobilisent d'énormes volumes de matériaux.